# Club-Mate

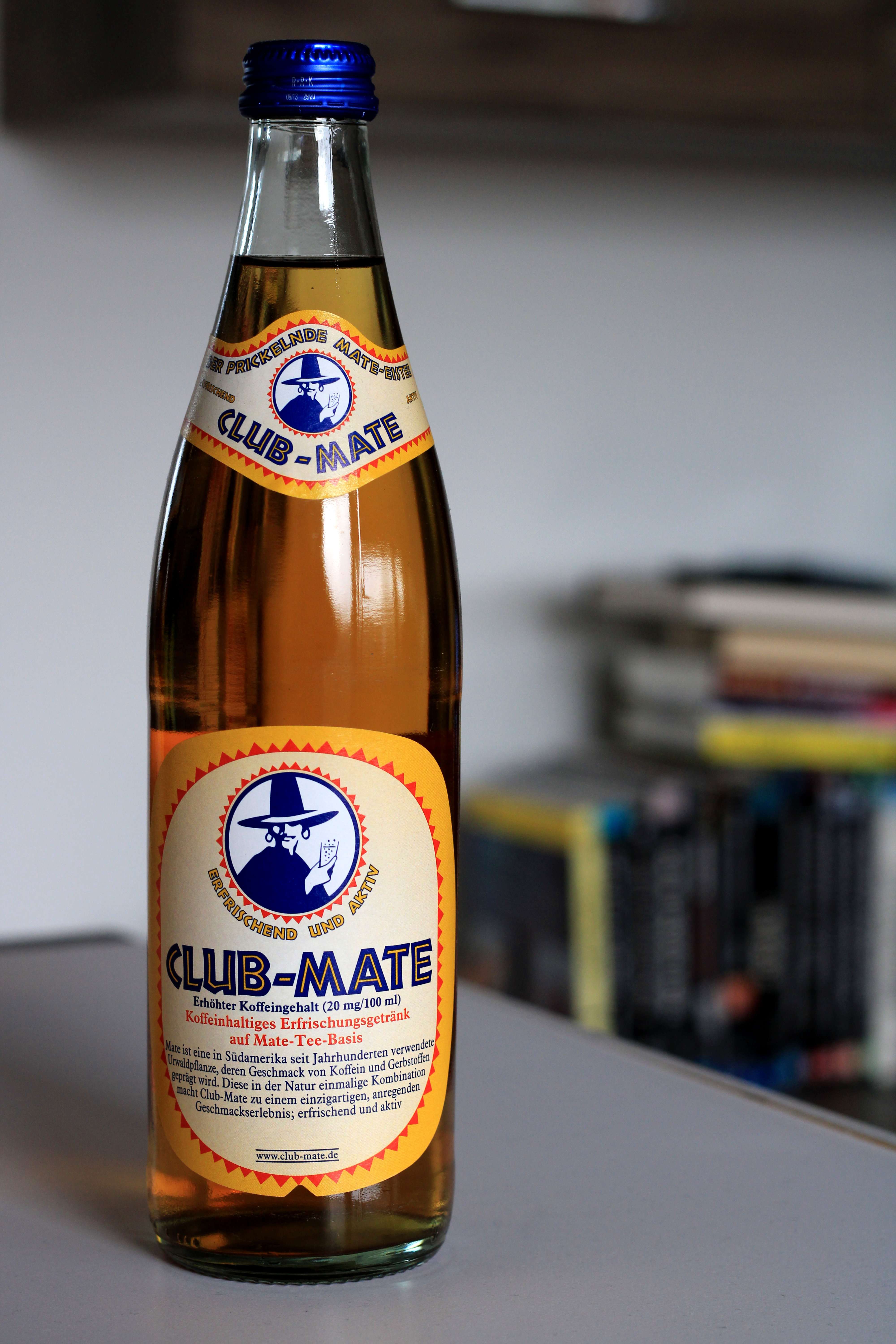

Club-Mate è una bibita a base di mate che contiene caffeina (100 mg in una bottiglia da 500 ml) e viene prodotta dall'azienda tedesca Loscher KG a Münchsteinach in Franconia. Conosciuta in Germania sotto il nome "Hackerbrause", viene apprezzata dai giovani soprattutto nella scena hacker per il suo alto contenuto di caffeina che la rende un'alternativa al caffè e – per il suo basso contenuto di zuccheri – anche alla Coca-Cola.
Club-Mate è disponibile in vendita in bottiglie da 0,33l e 0,5l.

## Caratteristiche
Dopo aver aperto la bottiglia l'anidride carbonica si mantiene a lungo nella bibita evitando che si sgasi. La composizione della bevanda permette una rapida assimilazione della caffeina e un'alta digeribilità.

## Storia
La ditta Loscher entrò in possesso della ricetta del Club-Mate attraverso l'acquisto d'una piccola fabbrica di bibite, la Geola Getränke di Dietenhofen. Quando la Loscher assorbì la Geola Getränke la bevanda venne commercializzata su livello nazionale. Negli anni novanta. Può essere utilizzata anche come base per cocktail, come ad esempio il Chunk.
Club-Mate viene pronunciato come si scrive (ˈklup ˈmaːtə), con una ə finale breve ed atona; anche se spesso si sente la pronuncia sbagliata ˈklap ˈmeɪt, dedotta dalla lingua inglese: 'klʌb meɪt. Nella regione intorno a Dietenhofen la bevanda viene chiamata ancora oggi Bronte.